# بوتو (فرنسا)
 بوتو ، (بالفرنسية: Puteaux)‏، تنطق:(‎pyto‏) ، هي بلدية في الضواحي الغربية لباريس، فرنسا. تقع في قلب منطقة أوت دو سين، على بعد 8.7 كيلومترات (5.4 ميل) من وسط باريس.

## توأمة
لبوتو (فرنسا) اتفاقيات توأمة مع كل من:
- إيش سوغ ألزيت
- زمون [الإنجليزية]‏
- غان يفني
- براغا
- أوفنباخ أم ماين (1955 - )
- فليتري
- Mödling [الإنجليزية]‏

## أعلام
- روبرت جيجي
- فرانتيشيك كوبكا
- فينشينسو بيليني
- جاك سابير
- فانيسا شنايدر
- غوستاف غيومي
- إيمانويلي ديفوس
- جيرالدين نقاش
- ميشال دلبيش
- لويس دوبويس